# Hiroshima Museum of Art
Hiroshima Museum of Art (jap. ひろしま美術館 Hiroshima Bijutsukan) – galeria sztuki w Hiroszimie, założona w 1978 przez Hiroshima Bank z okazji setnej rocznicy jego powstania i oficjalnie otwarta 3 listopada tego samego roku.

## Kolekcja
Zbiory muzeum dzielą się na dwie sekcje:

### Malarstwo europejskie
Kolekcja malarstwa europejskiego (galerie od 1 do 4) obejmuje ok. 90 obrazów, reprezentujących głównie malarstwo francuskie, począwszy od romantyzmu aż po École de Paris, ze szczególnym uwzględnieniem impresjonizmu.

#### Galeria 1
Obejmuje okres od romantyzmu do impresjonizmu. Znajdują się tu obrazy m.in.: Eugène’a Delacroix, Jean-François Milleta, Gustave’a Courbeta, Édouarda Maneta, Claude’a Moneta, Edgara Degasa, Auguste’a Renoira.

#### Galeria 2

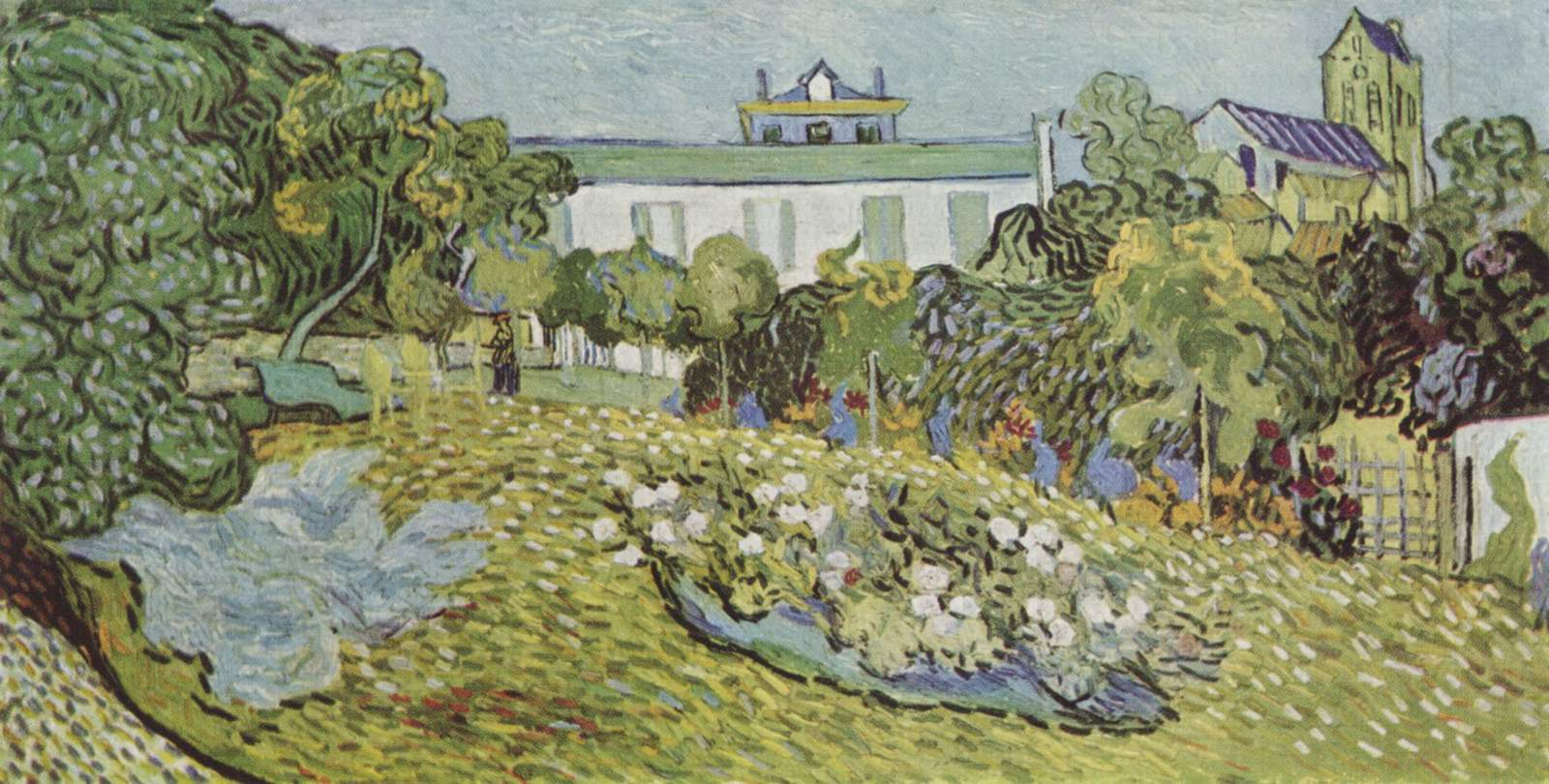
Vincent van Gogh, Ogród Daubigny’ego, 1890

W tym dziale znajdują się obrazy neo- i postimpresjonistów, m.in.: Georges’a Seurata, Paula Signaca, Vincenta van Gogha, Paula Cézanne’a i Henriego de Toulouse-Lautreca.

#### Galeria 3
W tej galerii prezentowane są obrazy przedstawicieli fowizmu: Henriego Matisse’a, André Deraina, Maurice’a de Vlamincka, Raoula Dufy’ego, Alberta Marqueta, a poza tym Pabla Picassa i Georges’a Braque’a.

#### Galeria 4
Ten dział prezentuje obrazy twórców spod znaku École de Paris: Marie Laurencin, Maurice’a Utrillo, Amedea Modiglianiego, Tsuguharu Foujity, Marca Chagalla i in.

### Malarstwo japońskie
Kolekcja malarstwa japońskiego, zawierająca ok. 90 obrazów. Mieści się w galeriach o numerach od 5 do 8, prezentując prace współczesnych artystów japońskich, tworzących w stylu zachodnim. Są to: Seiki Kuroda, Chū Asai, Ryūsei Kishida, Takeji Fujishima, Narashige Koide, Ryūzaburō Umehara i in.

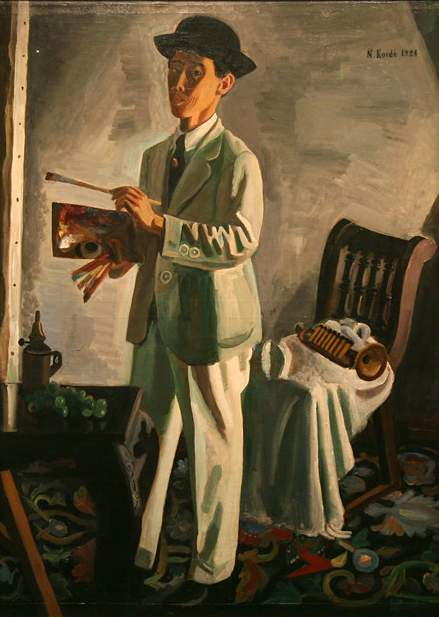
Narashige Koide, Autoportret
Chū Asai, Ogród warzywny wiosną
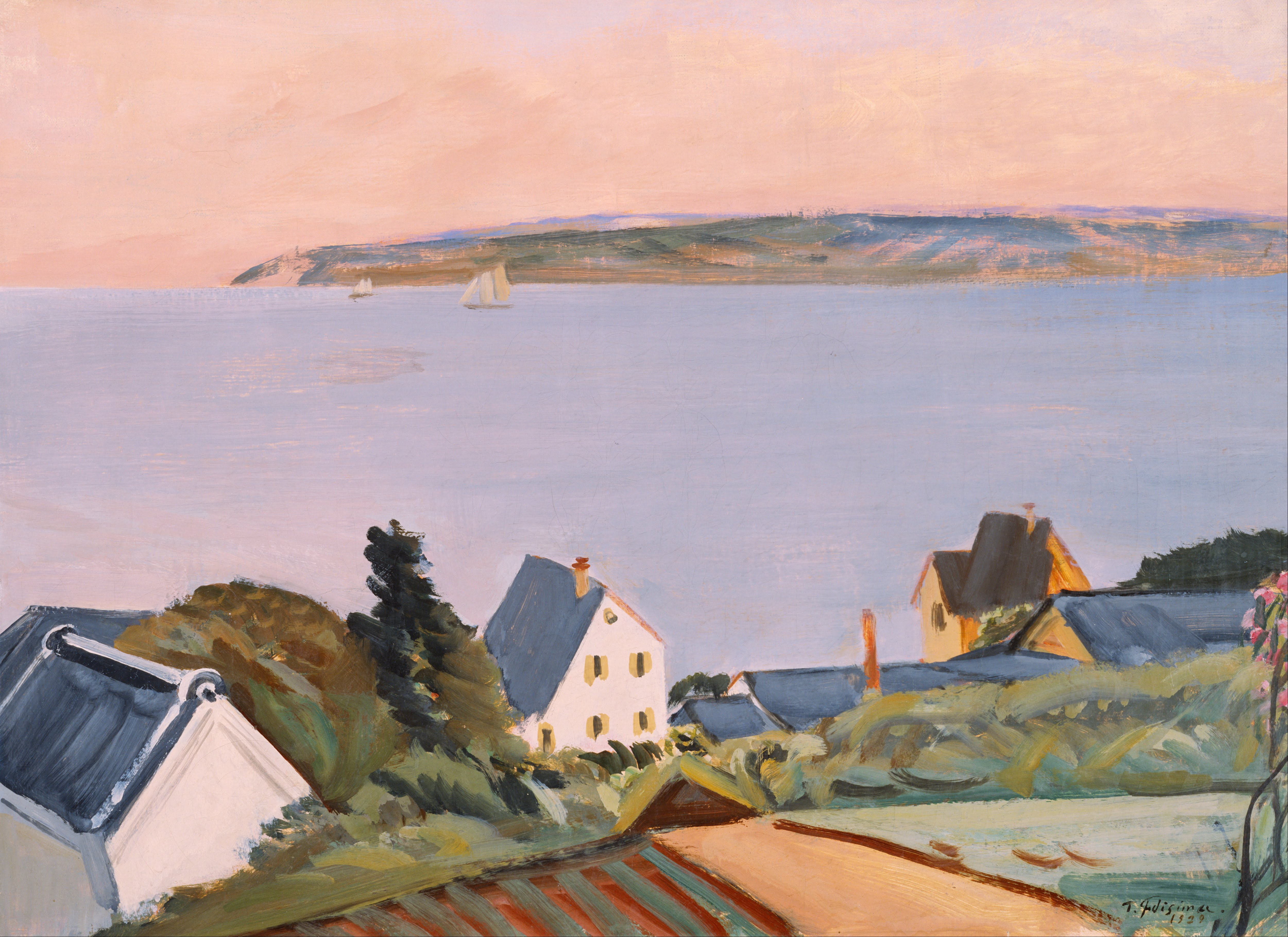
Takeji Fujishima, Wyspa Awaji w oddali